# Desviament de trucades
El desviament de trucades, o desviament de trucades, és una característica de telefonia de tots els sistemes de commutació telefònica que redirigeix una trucada telefònica a una altra destinació, que pot ser, per exemple, un telèfon mòbil o un altre número de telèfon on estigui disponible la persona trucada desitjada. El desviament de trucades va ser inventat per Ernest J. Bonanno. A Amèrica del Nord, la línia desviada sol sonar una vegada per recordar al client que utilitza el desviament de trucades que la trucada s'està redirigint. De manera més coherent, la línia reenviada indica el seu estat mitjançant un to de marcatge tartamudeig. Normalment, el desviament de trucades pot redirigir les trucades entrants a qualsevol altre número de telèfon nacional, però el propietari de la línia desviada ha de pagar els càrrecs de peatge per les trucades desviades. Sovint, el desviament de trucades s'habilita marcant *72 seguit del número de telèfon al qual s'han de desviar les trucades. Quan algú respon, el desviament de trucades està en vigor. Si ningú respon o la línia està ocupada, la seqüència de marcatge s'ha de repetir per efectuar el desviament de trucades. El desviament de trucades es desactiva marcant *73. Aquesta funció requereix una subscripció de la companyia telefònica. També està disponible en algunes àrees l'accés remot al desviament de trucades, que permet controlar el desviament de trucades des de telèfons diferents del telèfon de l'abonat. Els sistemes de telefonia VOIP i per cable també permeten configurar i dirigir el desviament de trucades a través dels seus portals web.
A Europa, la majoria de xarxes indiquen que el desviament de trucades incondicional està actiu amb un to de marcatge especial. Quan s'agafa el telèfon, es veu immediatament que les trucades s'estan desviant, mentre que en altres països es segueix el mateix sistema.

## Terminologia
El document d'estàndards de serveis suplementaris de desviament de la XDSI utilitza "desviament" com a terme general per englobar característiques específiques, com ara "Desviació de trucades ocupades", "Desviació de trucades sense resposta" i "Desviació de trucades".
Els termes desviació de trucades i desviament de trucades s'utilitzen per referir-se a qualsevol funció que permeti encaminar una trucada a un tercer, i els termes generalment són intercanviables.

## Usos
Desviar trucades pot augmentar la disponibilitat de les persones que trucen. L'alternativa principal és un contestador automàtic o una bústia de veu, però algunes persones que trucen no volen deixar un missatge gravat, sinó que volen mantenir una conversa bidireccional.
Algunes empreses troben que el tacte humà pot millorar el contacte i, per tant, les vendes, però els serveis de resposta per cable tradicionals són cars, de manera que les seves trucades es reenvien a un centre de trucades, de manera que el client pugui contactar amb un operador en lloc d'un contestador automàtic o un correu de veu. Abans de la disponibilitat del desviament de trucades, els serveis comercials de resposta necessitaven connectar-se físicament a totes les línies per a les quals donaven resposta fora de l'horari; això requeria que les seves oficines estiguessin a prop de la central local i fossin alimentades per un enorme tronc multi-parells en el qual existia un parell de cables separat per a cada abonat del client. Amb el desviament de trucades, no hi ha connexió física amb el servei telefònic principal del client, que només es desvia la trucada al servei de resposta (normalment en un número de marcació interna directa) al final del dia laborable.